# Markus Freise

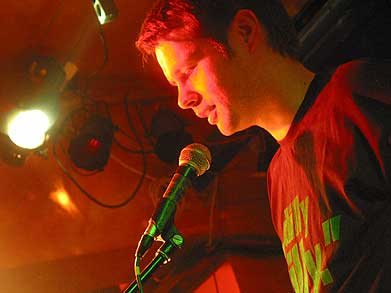
Markus Freise live

Markus Freise (* 19. Mai 1971 in Rheda-Wiedenbrück) ist ein Kreativunternehmer, Webentwickler, Webdesigner, Künstler, Comiczeichner und Slampoet aus Bielefeld.

## Karriere
Markus Freise war Teilnehmer bzw. Moderator der deutschsprachigen Poetry-Slam-Meisterschaften 2004, 2006, 2007, 2009 und 2010 sowie Gewinner von Slams in u. a. Bielefeld, Paderborn und Gütersloh. Freise war Begründer des Internetforums Slam OWL (ehemals Grandslamaudio), in dem sich Poetry-Slammer und Autoren aus Ostwestfalen-Lippe und Umgebung austauschten. Gemeinsam mit Mischael-Sarim Verollet, Eric Pfennig und Micha-El Goehre war Freise Teil der Lesebühne Wortpalast. Aus dieser entstand die Lesebühne West Side Stories, die er gemeinsam mit  Verollet, Goehre und Ralph Ruthe alle zwei Monate veranstaltete. Freise war Moderator des Poetry Slams Bunkerslam in Bielefeld sowie des Cup der guten Worte-Poetry-Slams in Paderborn bzw. Detmold. Er ist Gewinner des Highlander-Poetry-Slams in Bielefeld 2006. Seit 2009 ist Markus Freise Zeichner von Katze, einem Gemeinschaftsprojekt mit dem Autor Marc-Oliver Schuster.
Im Jahr 2012 veröffentlichte Markus Freise die kleine Graphic Novel Zauberspruch für Verwundete im Literatur-Quickie-Verlag. In dieser verarbeitet er den gleichnamigen Poetry-Slam-Text der Autorin Pauline Füg als Comic-Geschichte. Zauberspruch für Verwundete hat für einige Zeit die Comic-Bestsellerliste auf Amazon angeführt. Gemeinsam mit Karsten Strack, Marc-Oliver Schuster, Nico Bein und Sven Stickling veranstaltete er 2013 den Slam 2013, die deutschsprachigen Meisterschaften im Poetry Slam, in Bielefeld.
Freise ist Initiator, Autor und Illustrator der Graphic Novel Großväterland in der deutsche Zeitzeugen vom Zweiten Weltkrieg erzählen. Gemeinsam mit Alex Kahl und Dr. Christian Hardinghaus ist Großväterland das Ergebnis einer Crowdfunding-Kampagne und erschien zusätzlich 2016 im Panini-Verlag. Seit Sommer 2016 veröffentlicht Markus Freise auf seinem YouTube-Kanal Vierauge Films regelmäßig Videos über Kreativität, Comics und Illustration.
Neben seiner beruflichen Karriere als Inhaber einer Fullfillment-Agentur und als Comic-Zeichner beschäftigt er sich seit jeher auch mit Aquarellmalerei. Während der Corona-Pandemie startete er deshalb die Aktmalerei-Serie Brave Nude World und einen dazugehörigen Online-Shop Schönerbude.

## Privates
Freise arbeitet als Kreativunternehmer, Künstler und Web-Entwickler in Bielefeld. Er ist verheiratet und Vater zweier Töchter.

## Veröffentlichungen
- Still Trying To Write Love Songs. Hörbuch, Conradverlag,  Lage 2006, ISBN 3-00-018532-1.
- als Hrsg.: Slam Aid. Hörbuch, Selbstverlag.
- Maya Birken (Hrsg.): not testified. Moderne Mythen. Kurzgeschichte in Anthologie, Zeter & Mordio, Hannover 2006, ISBN 978-3-9809552-2-5.
- Du gehst da raus und alles wird zu Gold. Lektora Verlag, Paderborn 2009, ISBN 3-938470-39-9.
- als Illustrator: Misha Verollet (Hrsg.): Poetry Slam – Das Buch. Carlsen Verlag, Hamburg 2010, ISBN 978-3-551-68237-6.
- "Zauberspruch für Verwundete",  mit Pauline Füg Graphic Novel, Literatur Quickie, 2012, ISBN 978-3-942212-81-6
- "Großväterland", mit Christian Hardinghaus, Graphic Novel, Selbstverlag und Panini, 2016,  ISBN 978-3-95798-942-0